# Irene Rosenfeld
Irene Blecker Rosenfeld (ur. 3 maja 1953 w Nowym Jorku) – amerykańska menedżer, w latach 2012−2017 prezes zarządu Mondelēz International.
Według magazynu „Forbes” w 2017 była jedną z najbardziej wpływowych kobiet na świecie.

## Życiorys
Wychowywała się na Long Island jako dziecko księgowego i gospodyni domowej. Pochodzi z żydowskiej rodziny, która wyemigrowała z Niemiec do Stanów Zjednoczonych. Studiowała na Uniwersytecie Cornella, w 1975 zdobyła stopień licencjata w dziedzinie psychologii, w 1977 ukończyła dwuletnie magisterskie studia menedżerskie, w 1980 ukończyła studia doktoranckie z marketingu i statystyki.
Pierwszą pracę otrzymała w agencji reklamowej Dancer Fitzgerald Sample w Nowym Jorku. W roku 1981 zaczęła pracę w Kraft Foods jako badacz rynku, następnie jako menedżer produktu. Rosenfeld została mianowana dyrektorem generalnym Kraft Foods w czerwcu 2006 roku. W latach 2012−2017 była prezesem zarządu Mondelēz International.